# Microdon modesticolor
Microdon modesticolor är en tvåvingeart som beskrevs av Hull 1944. Microdon modesticolor ingår i släktet myrblomflugor, och familjen blomflugor. Inga underarter finns listade i Catalogue of Life.